# Коке
Хорхе Ресуррексьйон Меродіо (ісп. Jorge Resurrección Merodio, нар. 8 січня 1992, Мадрид), відомий за прізвиськом Ко́ке (ісп. Koke)  — іспанський футболіст, центральний півзахисник мадридського «Атлетіко» та національної збірної Іспанії.
Володар Кубка Іспанії з футболу. Дворазовий переможець Ліги Європи. Дворазовий володар Суперкубка УЄФА.

## Клубна кар'єра
У дорослому футболі дебютував 2008 року виступами за другу команду мадридського «Атлетіко», в якій загалом провів три сезони, взявши участь у 66 матчах чемпіонату.
До складу головної команди «Атлетіко» почав залучатися з 2009 року. Відтоді встиг відіграти за мадридський клуб понад 400 матчів в національному чемпіонаті. Наразі, після закінчення сезону 2022/23 займає перше місце серед гвардійців мадридського клубу, провівши загалом за «Атлетіко» 588 матчів у всіх турнірах.
25 листопада 2023 року матч 14-го туру чемпіонату Іспанії проти «Мальорки» став для Коке 600-м в складі «Атлетіко» у всіх турнірах, ставши першим гравцем в історії клубу, що досяг цієї позначки. На поєдинок вийшов з перших хвилин з капітанською пов'язкою. Також отримав від керівництва клубу пам'ятну табличку з позначкою в 600 матчів.

## Виступи за збірні
2008 року дебютував у складі юнацької збірної Іспанії, взяв участь у 33 іграх на юнацькому рівні.
Протягом 2011–2012 років залучався до складу молодіжної збірної Іспанії. На молодіжному рівні зіграв у 23 офіційних матчах, забив 3 голи. У складі цієї команди був учасником Олімпійських ігор 2012 року, а також молодіжного чемпіонату Європи 2013 року. На останньому турнірі став чемпіоном Європи серед 21-річних та увійшов до символічної збірної змагання.
2013 року дебютував в офіційних матчах у складі національної збірної Іспанії.
Був учасником двох невдалих для іспанців міжнародних турнірів — ЧС-2014 і Євро-2016, на яких вони не змогли захистити свої титули чемпіонів світу і Європи, припинивши боротьбу відповідно вже на груповому етапі і на стадії 1/8 фіналу. На світовій першості виходив на поле у двох з трьої ігор своєї команди, а на континентальній взяв участь лише в одній грі, вийшовши на заміну у матчі групового етапу проти Туреччини. 
У травні 2018 року був включений до заявки національної команди для участі у своєму другому мундіалі — тогорічному чемпіонаті світу в Росії.
| Дата       | Місто          | Господарі            | Результат | Гості              | Турнір             | Голи | Примітки |
| ---------- | -------------- | -------------------- | --------- | ------------------ | ------------------ | ---- | -------- |
| 14-8-2013  | Гуаякіль       | Еквадор              | 0 – 2     | Іспанія            | товариський матч   | -    | 77'      |
| 6-9-2013   | Гельсінкі      | Фінляндія            | 0 – 2     | Іспанія            | Відбір до ЧС 2014  | -    |          |
| 10-9-2013  | Женева         | Іспанія              | 2 – 2     | Чилі               | товариський матч   | -    | 79'      |
| 11-10-2013 | Мальорка       | Іспанія              | 2 – 1     | Білорусь           | Відбір до ЧС 2014  | -    | 84'      |
| 15-10-2013 | Альбасете      | Іспанія              | 2 – 0     | Грузія             | Відбір до ЧС 2014  | -    | 66'      |
| 16-11-2013 | Малабо         | Екваторіальна Гвінея | 1 – 2     | Іспанія            | товариський матч   | -    | 56'      |
| 19-11-2013 | Йоганнесбург   | ПАР                  | 1 – 0     | Іспанія            | товариський матч   | -    | 75'      |
| 7-6-2014   | Лендовер       | Сальвадор            | 0 – 2     | Іспанія            | товариський матч   | -    |          |
| 18-6-2014  | Ріо-де-Жанейро | Іспанія              | 0 – 2     | Чилі               | ЧС 2014 - 1-й етап | -    | 46'      |
| 23-6-2014  | Куритиба       | Австралія            | 0 – 3     | Іспанія            | ЧС 2014 - 1-й етап | -    |          |
| 4-9-2014   | Сен-Дені       | Франція              | 1 – 0     | Іспанія            | товариський матч   | -    |          |
| 8-9-2014   | Валенсія       | Іспанія              | 5 – 1     | Північна Македонія | Відбір до ЧЄ 2016  | -    | 36' 77'  |
| 9-10-2014  | Жиліна         | Словаччина           | 2 – 1     | Іспанія            | Відбір до ЧЄ 2016  | -    |          |
| 12-10-2014 | Люксембург     | Люксембург           | 0 – 4     | Іспанія            | Відбір до ЧЄ 2016  | -    |          |
| 15-11-2014 | Уельва         | Іспанія              | 3 – 0     | Білорусь           | Відбір до ЧЄ 2016  | -    |          |
| 27-3-2015  | Севілья        | Іспанія              | 1 – 0     | Україна            | Відбір до ЧЄ 2016  | -    |          |
| 11-6-2015  | Леон           | Іспанія              | 2 – 1     | Коста-Рика         | товариський матч   | -    | 60'      |
| 5-9-2015   | Ов'єдо         | Іспанія              | 2 – 0     | Словаччина         | Відбір до ЧЄ 2016  | -    | 85'      |
| 8-9-2015   | Скоп'є         | Північна Македонія   | 0 – 1     | Іспанія            | Відбір до ЧЄ 2016  | -    | 69'      |
| 13-11-2015 | Аліканте       | Іспанія              | 2 – 0     | Англія             | товариський матч   | -    | 78'      |
| 24-3-2016  | Удіне          | Італія               | 1 – 1     | Іспанія            | товариський матч   | -    | 46'      |
| 27-3-2016  | Клуж-Напока    | Румунія              | 0 – 0     | Іспанія            | товариський матч   | -    |          |
| 7-6-2016   | Мадрид         | Іспанія              | 0 – 1     | Грузія             | товариський матч   | -    | 46'      |
| 17-6-2016  | Ніцца          | Іспанія              | 3 – 0     | Туреччина          | ЧЄ 2016 - 1-й етап | -    | 71'      |
| 1-9-2016   | Брюссель       | Бельгія              | 0 – 2     | Іспанія            | товариський матч   | -    |          |
| 5-9-2016   | Леон           | Іспанія              | 8 – 0     | Ліхтенштейн        | Відбір до ЧС 2018  | -    |          |
| 6-10-2016  | Турин          | Італія               | 1 – 1     | Іспанія            | Відбір до ЧС 2018  | -    |          |
| 11-10-2016 | Шкодер (місто) | Албанія              | 0 – 2     | Іспанія            | Відбір до ЧС 2018  | -    |          |
| 12-11-2016 | Гранада        | Іспанія              | 4 – 0     | Північна Македонія | Відбір до ЧС 2018  | -    | 72'      |
| 15-11-2016 | Лондон         | Англія               | 2 – 2     | Іспанія            | товариський матч   | -    | 46'      |
| 24-3-2017  | Хіхон          | Іспанія              | 4 – 1     | Ізраїль            | Відбір до ЧС 2018  | -    | 63'      |
| 28-3-2017  | Париж          | Франція              | 0 – 2     | Іспанія            | товариський матч   | -    | 74'      |
| 7-6-2017   | Мурсія         | Іспанія              | 2 – 2     | Колумбія           | товариський матч   | -    |          |
| 11-6-2017  | Скоп'є         | Північна Македонія   | 1 – 2     | Іспанія            | Відбір до ЧС 2018  | -    | 74'      |
| 2-9-2017   | Мадрид         | Іспанія              | 3 – 0     | Італія             | Відбір до ЧС 2018  | -    |          |
| 6-10-2017  | Аліканте       | Іспанія              | 3 – 0     | Албанія            | Відбір до ЧС 2018  | -    |          |
| 23-3-2018  | Дюссельдорф    | Німеччина            | 1 – 1     | Іспанія            | товариський матч   | -    |          |
| 27-3-2018  | Мадрид         | Іспанія              | 6 – 1     | Аргентина          | товариський матч   | -    |          |
| Усього     |                | Матчів               | 38        |                    | Голів              | 0    |          |

## Титули і досягнення

### Командні
- Чемпіон Іспанії:

«Атлетіко»: 2013-14, 2020-21
- Володар Кубка Іспанії з футболу:

«Атлетіко»: 2012-13
- Володар Суперкубка Іспанії з футболу:

«Атлетіко»: 2014
- Переможець Ліги Європи:

«Атлетіко»: 2009-10, 2011-12
- Володар Суперкубка УЄФА:

«Атлетіко»: 2010, 2012
- Чемпіон Європи (U-21): 2013

### Особисті
- Включений до символічної збірної молодіжного чемпіонату Європи: 2013
- Гравець місяця Ла-Ліги (2): жовтень 2013[6], квітень 2016[7]

### Рекорди
- Рекордсмен «Атлетіко» (Мадрид) за кількістю офіційних матчів: 607